# Alexandru de Conversano
Alexandru (d. după 1142), nobil normand din sudul Italiei, a fost cel de al doilea conte de Conversano (1085–1132)
Alexandru a fost fiul și succesorul contelui Godefroi "cel Bătrân" de Conversano.
Împreună cu fratele său, Tancred, Alexandru a reprezentat un constant "ghimpe" în coasta regelui Roger al II-lea al Siciliei. El a participat la un război civil care a izbucnit în Bari. Risone, arhiepiscopul orașului, a fost asasinat în 1117, iar principesa de Taranto, Constanța de Franța, a fost închisă la Giovinazzo (1119) de către Grimoald de Bari, care avea suportul lui Alexandru.
După ce regele Roger a fost înfrânt în bătălia de la Nocera din 1132, Tancred a revenit în sudul Italia și a intrat din nou în starea de rebeliunea deschisă, cucerind orașele Montepeloso și Acerenza, cu sprijinul locuitorilor acelora. El a ridicat o forță împreună cu Alexandru, contele Godefroi de Andria, contele Rainulf al II-lea de Alife și principele Robert al II-lea de Capua. Roger a traversat Strâmtoarea Messina cu o puternică forță, astfel încât Alexandru, temându-se, a abandonat cetatea de Matera în favoarea fiului său, Godefroi de Conversano cel Tânăr și a fugit la curtea lui Rainulf de Alife. După asediul reușit al lui Roger asupra Materei, Alexandru, profund întristat, a fugit în Dalmația. El a fost deposedat de fiefurile sale și nu a mai putut reveni. El a încercat să stabilească o întâlnire cu împăratul Lothar al II-lea, fără succes însă. Potrivit cronicii lui Alexandru din Telese, el a fost părăsit în orașul Avlona, într-o stare de sărăcie.
În 1142, aproape de sfârșitul vieții, Alexandru figurează ca un trimis, alături de Robert de Capua, al regelui Conrad al III-lea al Germaniei la curtea împăratului Bizanțului Ioan al II-lea Comnen. Misiunea lor era aceea de a negocia căsătoria dintre cumnata lui Conrad, Bertha de Sulzbach, și fiul basileului, Manuel. Această căsătorie a pecetluit alianța dintre cele două imperii orientată împotriva lui Roger al Siciliei.
În aceeași zi a anului 1135 în care regele Roger l-a instituit pe fiul său Alfons principe de Capua, el l-a numit pe cumnatul său, Robert de Basunvilla, "un bărbat în floarea vârstei", după cum cronicarul Alexandru din Telese notează, "atât afabil cât și cel mai activ în fapte cavalerești", conte de Conversano.